# Fenyő János
Fenyő János (Budapest, 1954. április 19. – Budapest, 1998. február 11.) fotóművész, üzletember.

## Élete
Apja Fenyő Imre volt, a Magyar Fotóművészek Szövetségenek ügyvezető titkára, így már gyermekkorában lelkes fotóssá vált. Édesanyja neve Káldor Ágota.[forrás?] Kezdetben Pajtás, majd Flexaret VI fényképezőgéppel dolgozott, 12 évesen már saját, mindennel felszerelt házi fotólabort kapott. Családja orvosi vagy jogi pályára szánta, de nem ment egyetemre. Az érettségi után a Magyar Távirati Irodába került, világosítóként dolgozott.
Az ott dolgozó fotográfusok közül Gink Károly és Féner Tamás voltak a  mentorai. Különböző lapoknál dolgozott. A Tükör, a Képes Sport és az Ország-világ után az akkor egyeduralkodó divatlapnál, az Ez a Divatnál. Fabulon plakátja, Sütő Enikő manökennel, egyik jelentős alkotása, ami négy országos pályázatot nyert, hozzá számos külföldi díjat. Fenyő János az akkori modellek, 1970-80-as évek, szinte mindegyikével dolgozott.
1974-ben fotós szakvizsgát szerzett, 1976–77-ben a MÚOSZ újságíró iskolát végezte el. 1977-ben a Fiatal Fotóművészek Stúdiójának, 1978-tól a Magyar Fotóművészek Szövetségének volt tagja. 1976-ban A martinászok egy napja fotósorozatával Az év legjobb képe pályázaton I. díjat nyert.
A Magyar Távirati Iroda filmarchívumában helyezkedett el műszaki segédmunkatársként. Fényképészként több díjat nyert, és olyan országos lapok foglalkoztatták, mint a Képes Sport, Új Tükör Magazin, Ország-Világ. Bár sikeresen indult hazai pályája, az akkor csak nyugati országokban elérhető ismertségre és a vele járó pénzügyi elismertségre vágyva az 1980-as évek elején külföldön dolgozott. Kezdetben a francia Lui magazinnak fényképezett művészi módon ábrázolt félmeztelen lányokat, majd az Amerikai Egyesült Államokban, Kaliforniában időzött hosszabb ideig, filmproduceri álmai voltak, és a Los Angeles-i pornóiparban dolgozott fotósként. 1987-ben tért haza, amerikai állampolgárként kb. 70 ezer dolláros bankszámlával. Ez az összeg Fenyő János saját bevallása volt, a ténylegest ennek tízszeresére teszik.
Felesége Kristyán Judit volt, akitől két gyermeke született, illetve ismert két házasságon kívüli kapcsolata, amelyek a meggyilkolása ügyében folyó nyomozáskor is többször szóba kerültek.

## Üzletei

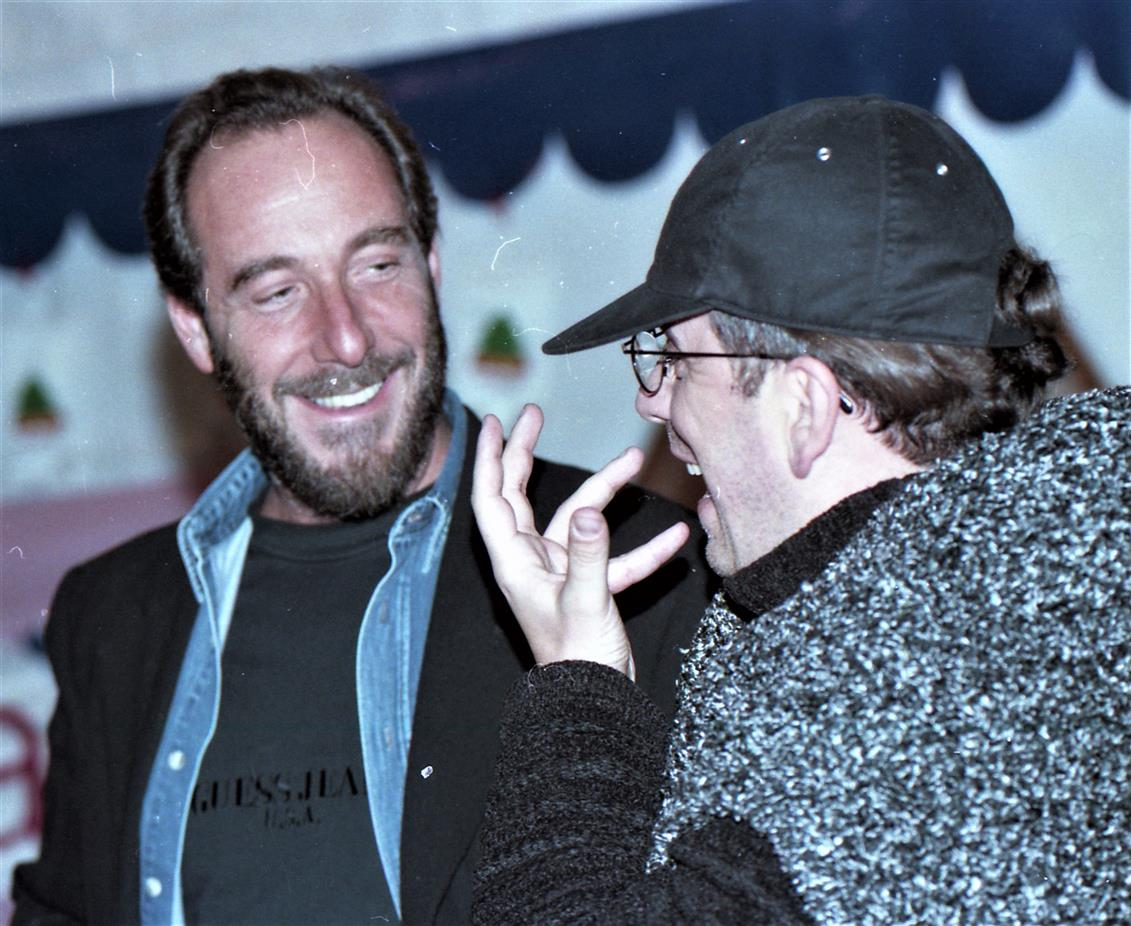
Fenyő János Friderikusz Sándorral
(Vértes György felvétele)

Hazatérése után elkezdte üzleti tevékenységét, sikeres külföldi mozifilmek videókazettán történő forgalmazását, kölcsönzését. 1988-ban alapította meg a Vico céget, amely a hazai videókazetta-terjesztés és ‑kölcsönzés birodalma lett. Fenyő az itt szerzett pénzeken kezdte sajtóbirodalma kiépítését. Először a legsikeresebb hetilapot, a Nők Lapját, majd a Rádió és Televízióújságot szerezte meg. Ezután következett a Vasárnapi Hirek, a Buci Maci, a Családi Lap, a Tina, a Bravo-lapcsalád és 1994-től a Népszava. A Vico Rt. által kiadott újságok példányszáma 1994 végére havi 12 millióra nőtt.
A Vico 1992-ben 600 millió forintos alaptőkével alakult részvénytársasággá, de a videóüzletnek lassan vége lett, mert az amerikai filmstúdiók nem nézték el tovább, hogy alkotásaikat Magyarországon mindenféle engedély nélkül forgalmazzák[forrás?]. Beperelték a Vicót, és három évi pereskedés után 100.000 dolláros fájdalomdíj kifizetésére, és a jogtalan kazettaforgalmazás felhagyására kötelezték.
Mindig vezéregyéniség voltam, annak minden hátrányával és előnyével együtt. Mindig úgy éreztem, hogy én vagyok a nyerő, mert én értékeltem, hogy sok pénzt keresek, a fotóimmal tele vannak az újságok, a plakátok, a prospektusok. Mindig jobb autókkal járok, mint ők, jobb nőkkel járok, mint ők, méghozzá sokkal.
Fenyő János ezután az elektronikus médiára vetette ki a hálóját. Megalapította a Stáb TV-t, ezen keresztül szerkesztői jogokat szerezve a Gyárfás Tamás érdekkörébe tartozó Nap TV-ben is. Fenyő szándékosan rivalizált Gyárfással, sőt el akarta söpörni az üzleti színtérről, mivel neki tulajdonította egy 1993-as üzletükből bekövetkezett bukását. Gyárfás tulajdonában állt a Színes RTV magazin, amit ő eladott Fenyőnek, de elhallgatta, hogy az újság kiadási jogának bérlését Csúcs László, a Magyar Rádió elnöke már nem kívánja meghosszabbítani, ez pedig komoly veszteség volt a Vicónak.
A Vicóhoz tartozott: a Földgömb Kft. ügyvezető igazgatója, Fenyő János felesége és többszörös cégtársa, Kristyán Judit. Az akkori címe a különféle Vico-alapítású és érdekeltségű cégek irataiban szerepel: Bimbó út 31., Fenyőék egykori lakhelye.
A külföldi tulajdonlású magyar társaság fő tevékenysége lakásszövetkezeti lakások, garázs stb. építtető közösségének megszervezése volt, saját célra.

## Halála és a nyomozás

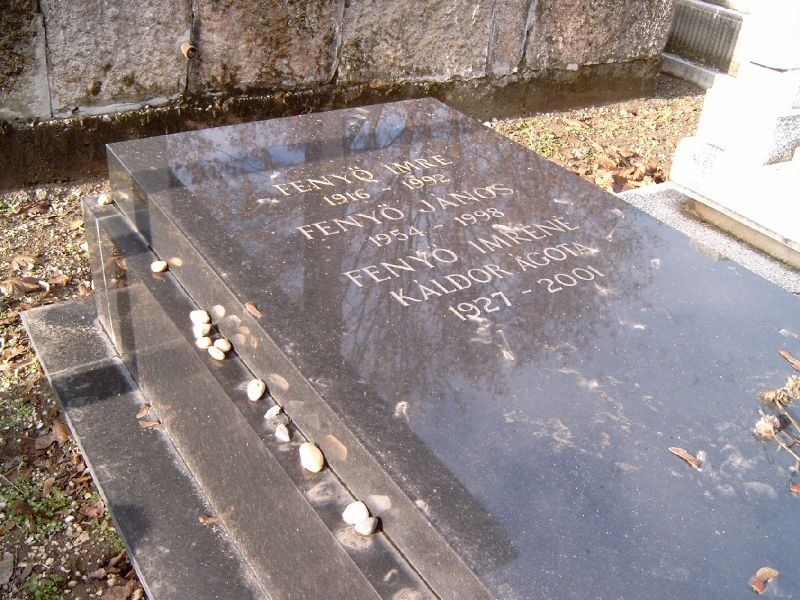
Fenyő János sírja a Kozma utcai zsidó temetőben

A halála előtti hetekben Fenyőnek tudomására juthatott, hogy valami készül ellene a háttérben és ettől kétségbeesett. Visszaemlékezések szerint felfegyverkezve, részegen járta olykor a város utcáit, barátjának és munkatársának Várszeginek pedig sírva mondta, hogy meg akarják ölni.
1998. február 11-én, este hat előtt 10 perccel ölték meg a Vico-sajtóbirodalom elnökét. A Vico székházból Mercedesével hazafelé tartott, a Margit körút és a Margit utca kereszteződésében lévő lámpánál piros jelzést kapott. A mögötte lévő világos színű Mitsubishi Galantból kiszállt egy férfi, és egy hangtompítós Agram 2000 típusú géppisztolyból kb. 20–25 lövést adott le a vállalkozóra. Tucatnyi lövedék találta el a fején, nyakán és mellkasán, azonnal meghalt. A tettes ezután egy közeli autó alá dobta a géppisztolyt, gyalog elsietett a Széna tér felé, sapkáját és kabátját egy kapualjba dobva eltűnt a helyszínről.
A nyomozásban nemcsak a Központi Bűnüldözési Igazgatóság vett részt, hanem a titkosszolgálatok és a Nemzetbiztonsági Hivatal is. Először egy Salihi Mead nevű koszovói albánt, majd egy másik albánt, Afici Nijazit gyanúsították meg, de a DNS-vizsgálat kizárta bűnösségüket. Ezt követően egy harmadik albánt, Sefedini Gvint neveztek meg tettesként, de róla is kiderült, hogy ártatlan. A nyomozást 2002-ben felfüggesztették, majd 2004 őszén újra elővették. 2013 áprilisában Jozef Roháč szlovák férfit vádolták meg a Fenyő-gyilkossággal; őt már megvádolták korábban az Aranykéz utcai és a Seres Zoltán elleni sikertelen robbantással is, ám egyik ügyben sem sikerült elítéltetniük. Roháč DNS-ét megtalálták a gyilkosság helyszínén hagyott sapkában és fegyveren. 2017-ben Roháč másodfokon jogerősen életfogytiglant kapott Fenyő meggyilkolásáért.
2024. február 8-án elsőfokon elítélték Gyárfás Tamást, akit az ítéletben bűnsegédként neveztek meg a Fenyő gyilkosságban, míg a gyilkosságot megszervező Portik Tamás életfogytiglant kapott. 2025. április 10-én a másodfokon eljáró Fővárosi Ítélőtábla helybenhagyta a hét évet, ám fegyházról börtönbüntetésre változtatta; Gyárfást már nem bűnsegédként, hanem felbujtóként ítélte el.

## Kiállításai
- 1978 • Első, Fiatal Fotóművészek Stúdiója kiállítása, Budavári Palota A épület, Budapest
- 1987 • Magyar Fotográfia, '87, Műcsarnok, Budapest. Kincses Károly